# グルマンくん
『グルマンくん』は、ゆでたまごによる日本の漫画作品。連載話数の単位はグルメ○○。

## 作品解説
『月刊少年エース』（角川書店〈現・KADOKAWA〉）1994年12月号から1996年6月号にかけて連載。同じく『週刊少年ジャンプ』（集英社）から一旦移籍してきた車田正美の「B'T-X」と並び、『月刊少年エース』創刊時の看板漫画であった。1988年に『フレッシュジャンプ』（集英社）に掲載された読切「喰いだおれ野郎」が作品のベースとなっている。全19話、単行本全4巻。単行本は、2015年11月に集英社から電子書籍化された。
ゆでたまごによると、「いずれグルメ漫画を描きたいと思っていて、編集部に「好きに描いてもいいですか？」と話をしたら了承を貰えた作品」とのこと。また、他のグルメ漫画との差別化により、どんな読者にも馴染みのある庶民的な題材を取り上げた」と話している。

## あらすじ
「グルマン」とはフランス語で食通を意味する。世界的な陶芸家でありグルマンでもあった食井カン太は、生まれてきた孫・カンロを自分をも超える天才グルマンとする事を志し、幼い頃から「最高級のフカヒレスープをうぶ湯にし、スプリングが北京ダックでできたベッドで就寝し、黒豚のソーセージ製の筋肉養成ギプスをつけて毎日野山を駆けめぐらせる」英才教育を施す。そうして小学生にして一流のグルマンとなったグルマンくんこと食井カンロが食で問題を解決したり、ライバルたちと料理対決を繰り広げる料理バトルギャグ漫画。

## 登場人物
食井カンロ（たべい かんろ）
主人公。飯盛小学校の5年生。愛称はグルマンくん。齢10歳の天才グルマン（先述の通り、グルマンとはフランス語で食通を意味する）。持ち前の料理の知識と腕前で数々のグルマンたちと料理バトルを繰り広げる。
主に見た目のインパクトやギミックを凝らした料理や、安い食材を豪華な料理に変えるといったダイナミックな料理を得意とする。作者の漫画らしく現実にはおおよそ不可能なギミックも頻出する。
食で人を幸せにする事を信条にし、友情に厚い性格。反面、食通らしく食べ方、味わい方に一々細かく苦言を呈したり、「大金持ちの家の天才少年グルマン」である事を鼻にかけたり無自覚に人を見下すといった悪癖もある。
調理中はブリーフ一枚の姿になる事が多い、調理場で緊張し脱糞するなどギャグとはいえ、下品且つ衛生的に不適切な行動を取ることも決して少なくない。また、生きた魚を触ったり、掴んだりするのが苦手という一面を持っている。
カンロの作った料理（一部抜粋）
エベレスト登頂チキンライス（第1話）
チキンライスで作られた巨大な山に、詳しい機構は不明だが機械仕掛けの登山者を模した生卵が歩いて登っていき、山頂で割れる。なぜか卵を一切かき混ぜていないのにオムライスになる。
ドラゴンもんじゃ（第4話）
鉄板を突き抜けて伊勢海老が飛び出してくる、物理法則を無視したもんじゃ焼き。
丸鶏ファイヤーラーメン（第10話）
内臓を取り除いた丸鶏にインスタント麺を詰めてを煮込みネギ油に火を点け数メートルの巨大な火柱（先端がフェニックスの形を象っているが、原理、意義は不明）を上げ、丸鶏の中のインスタント麺が爆発し鶏肉を粉砕しそのまま具になるという大掛かりなラーメン。
天上一・しょうゆ染め卵（17話）
虎の彫刻が彫られた煮卵。おでんと一緒に煮込まれたことで味が染み付いている。
牛脂刻み入りびっくりミート・ローフ（第19話〈最終話〉）
加内やせ夫（後述）が食べられる牛肉料理としてカンロが作った料理。断面にやせ夫が好きな「ブタ肉マン」（キン肉マンのセルフパロディ）が象られている。
食井カン太（たべい かんた）
食井カンロの祖父。有名な陶芸家かつグルマンであり、孫のカンロに英才教育を行った。
第1話以降出番がほとんど無かったが、連載の後半にてグルマン修行をおろそかにするカンロに失望して勝手に勘当し、新たな食井家の当主を決めるグルマン・キッズ・レースを開催する。
食井キナコ（たべい きなこ）
カンロの母でありカン太の一人娘。
食井マズオ（たべい まずお）
カンロの父であり食井家の婿養子。カンロは外国船の船長のため家を留守にしていることが多く、現在はフランスに出張中と聞かされていたが、偏食家であり、カン太のスパルタグルメ教育に耐え切れず妻子を捨て失踪していた事が明らかにされる。グルマン・キッズ・レース開催前（13話以前）のエピソードでカンロが「パパ」と言っていた人物がマズオか義父的な人物かは不明。
松肩（まつかた）
食井家に仕える男性。フランスに出張していた（ということになっている）マズオに同行していたが日本に戻ってきた。礼儀正しく真面目だがどこかずれている部分もあり、カンロに付き合って夜遅くまで一緒にファミコンで遊んだりもしている。
味本魚菜（あじもと ぎょさい）
飯盛小学校の5年3組の生徒でカンロのクラスメイト。銀座のフランス料理名店「モキシム」の御曹司。
第1話の学校弁当対決の対戦相手であり、物語当初のライバルであったが、後に他のグルマンが登場してからは驚き役・かませ役に成り下がり、出番が激減した。実家の資金と食材をふんだんに駆使した豪華で派手な料理が得意。
三柑ミリン（みつかん みりん）
カンロのクラスメイト。ヒロイン的存在で驚き役の一人。過去に大阪に住んでいた事がある。
与輪木薫（よわき かおる）
カンロのクラスメイト。貧乏でかなりの粗食を強いられている。カンロの料理を絶賛する役どころが多い。5人の弟と妹がいる他、梅干し作りが上手なおばあちゃんがいる。
河馬野（かばの）
カンロのクラスメイトで与輪木をいじめるガキ大将。同じく驚き役だが、何回かカンロの料理を手伝った事もある。
気取先生（きどりせんせい）
カンロのクラスの担任教師。服飾にお金を使いすぎて貧乏アパートで粗食を強いられている。インスタントラーメンが好物。
田力雪男（たぢから ゆきお）
カンロのクラスメイト。東北から転校してきた。耕子という名の妹がおり、両親は共働き。魚菜たちからは無骨な田舎者と軽んじられていたが実は米のエキスパートグルマンであり、お弁当バトルで天然の塩を使ったおにぎりを作って一度はカンロや魚菜を抑え勝利した。一方で自分の米と素朴なたくわん以外の料理を異常に嫌悪しており、育ち盛りで肉料理に惹かれた妹を張り倒すなど横暴な行動に出て、カンロの怒りを買い米料理バトルへと発展した。
初登場した5話以降は、解説役になり、料理対決の司会進行を務めたり、グルマン・キッズ・レースの参加者を全員紹介した。
茶屋醤男（ちゃや ひしお）
天才料理人。幼いころ両親を事故で亡くし浮浪児として生活していた。残飯を使った料理をしている内に料理の才能を開花させ、8歳で高級レストランのコックにスカウトされ、13歳で料理長に上り詰める。食井家の後継者の座を巡ってカンロと対決する。常に甲冑（鎧）を着ており、料理をしている時も脱がない（料理のためには何も意味がない）。
本作の実質的なラスボスであり料理の腕前は超一流であるが、上昇志向が強く、カンロの包丁を隠したり物で釣って騙したりするなど手段を選ばない卑劣な面もある。
王府太楼（わんふー たーろー）
天才料理人。13歳にして中華料理を極める程の腕前を持っている。グルマン・キッズ・レースでは準決勝まで勝ち進むものの、そこでパフォーマンスを意識しすぎたせいで料理の味を落としてしまいカンロに敗れる。
天満虎男（てんまん とらお）
ミリンの友人で大阪人のグルマン。カニを模した形の覆面を常に被っている。
普段は紳士的な洒落男であるが大阪飯愛が度を過ぎており、大阪で江戸前そばを食べるのを許さなかったり、お好み焼きの食べ方を間違えると性格が豹変しスパルタ的な一面を見せる。反面、東京食のもんじゃ焼きを存在すら知らなかった等グルマンとしては未熟な面もある。
多田タケシ（ただ たけし）
TV料理番組「料理の超人」の司会者。グルマン・キッズ・レースの司会進行も務める。
「私の記憶が確かならば」から始まる語り口調が特徴。
司会を務める時は決まっているが、プライベートでは抜けている一面も多い。
熊野勝烈（くまの かつれつ）
カンロのクラスメイト・勝男の父親で料理人。「キッチン・パンダ」という洋食店を営んでおり、その料理の腕で多くのファンの心を掴んでいる。TV番組出演直前に五六八に毒を盛られる。
俎板五六八（まないた ごろはち）
和食の達人。TVの料理番組でカンロと対決する。しゃぶしゃぶ鍋を頭に乗せている。
元はキックボクサーだったが、ある試合で審判に手を出した事が原因でキックボクサー界を追放された。
料理の腕前もさることながら、元天才キックボクサーの腕を振るい、食材を特殊に滅多打ちすることによって一級品に蘇らせるという異様な技を持つ。反面業界の立場に固執し、TV番組で対戦相手に卑劣な手段を用いた。
ペペロンチーノ
イタリアの天才料理人。大富豪であり食通である父にカンロ同様の英才教育を受けて育つ。4歳の時すでに匂いでトリュフを掘る当てることができたという。
カンロたちが同席した食事会で日本人がイタリア料理を振る舞った事が気に入らず苦言を吐き、それに怒ったカンロと料理対決を行った。
キム
在日韓国人で妻と焼き肉屋を経営している。頭部に角が生えている。普段は温厚だが、家宝の七輪を壊された時は激しい怒りを見せた。
ジョー・霜降（-しもふり）
キムの店の隣でステーキ屋を経営している。ステーキの鉄板を頭に乗せている。
湯掛（ゆかけ）
カンロのクラスメイト。実家はインスタントラーメンの工場を経営していたが火災で全焼、屋台でインスタントラーメンを売って生計を立てている。本人も父親もナルト形の眼鏡をかけている。
我夢正夫（がらむ まさお）
グルマン・キッズ・レースの参加者。他の参加者に比べるとカンロに対して友好的に接している。準決勝にて敗退し、ペナルティとしてカレーの地下水脈に流されてしまう。彼の料理人としての高いプライドは戦意喪失していたカンロを奮い立たせた。
加内やせ夫（かない やせお）
食井家の関係者ではないのに母親・マズ代と食井家の敷地内の塔に住んでいる偏食児童。肉類（特に牛肉）が食べられず、玉ねぎと食パンだけを食べて生活していた。作中世界の漫画「ブタ肉マン」の大ファン。最終話におけるグルマン・キッズ・レース決勝戦は彼の極度の偏食を治すことだった。

## 単行本
- ゆでたまご『グルマンくん』（角川書店、角川コミックス・エース、全4巻）
  1. 1995年7月3日 ISBN 4-04-713111-3
  2. 1996年1月15日 ISBN 4-04-713126-1
  3. 1996年6月5日 ISBN 4-04-713141-5
  4. 1996年9月5日 ISBN 4-04-713149-0
- ゆでたまご『闘将!!ゆでたまご』（集英社、2004年9月13日、ISBN 978-4-08-106729-9）
  - グルメ1・グルメ4を収録。

なお、料理評論家の服部幸應が第1巻の巻末に推薦文を寄稿しているが、本作の内容にはまったく触れてはいない。